# Macroptilium atropurpureum
Macroptilium à fleur pourpre, Siratro
Espèce
Macroptilium atropurpureum, le Macroptilium à fleur pourpre ou « Siratro », est une espèce de plantes à fleurs dicotylédones de la famille des Fabaceae, sous-famille des Faboideae (Papilionaceae), originaire des régions tropicales et subtropicales d'Amérique. C'est une plante herbacée vivace, aux feuilles trifoliées, au port grimpant ou prostré. Elle est riche en protéines, et pour cette raison est largement cultivée dans toutes les régions tropicales comme plante fourragère, souvent en complémentarité avec des graminées. L'espèce est devenue envahissante dans de nombreuses régions.

## Description

### Appareil végétatif
Le siratro est une plante herbacée vivace à port grimpant, si les tiges volubiles trouvent un support adapté, ou sinon prostré ou rampant, s'enracinant parfois aux nœuds. Le système racinaire comprend une racine pivotante profonde, renflée, pouvant atteindre 2 cm de diamètre, d'où émergent les tiges. Ces dernières, situées à la base des plantes plus âgées, sont fibreuses et peuvent atteindre 5 mm de diamètre et 5 m de long. Les tiges plus jeunes ont généralement un diamètre de 1 à 2 mm. Elles sont pubescentes à densément velues, à poils blancs. Elles émettent occasionnellement des racines nodales dans des conditions idéales, notamment sur des sols argileux humides,.

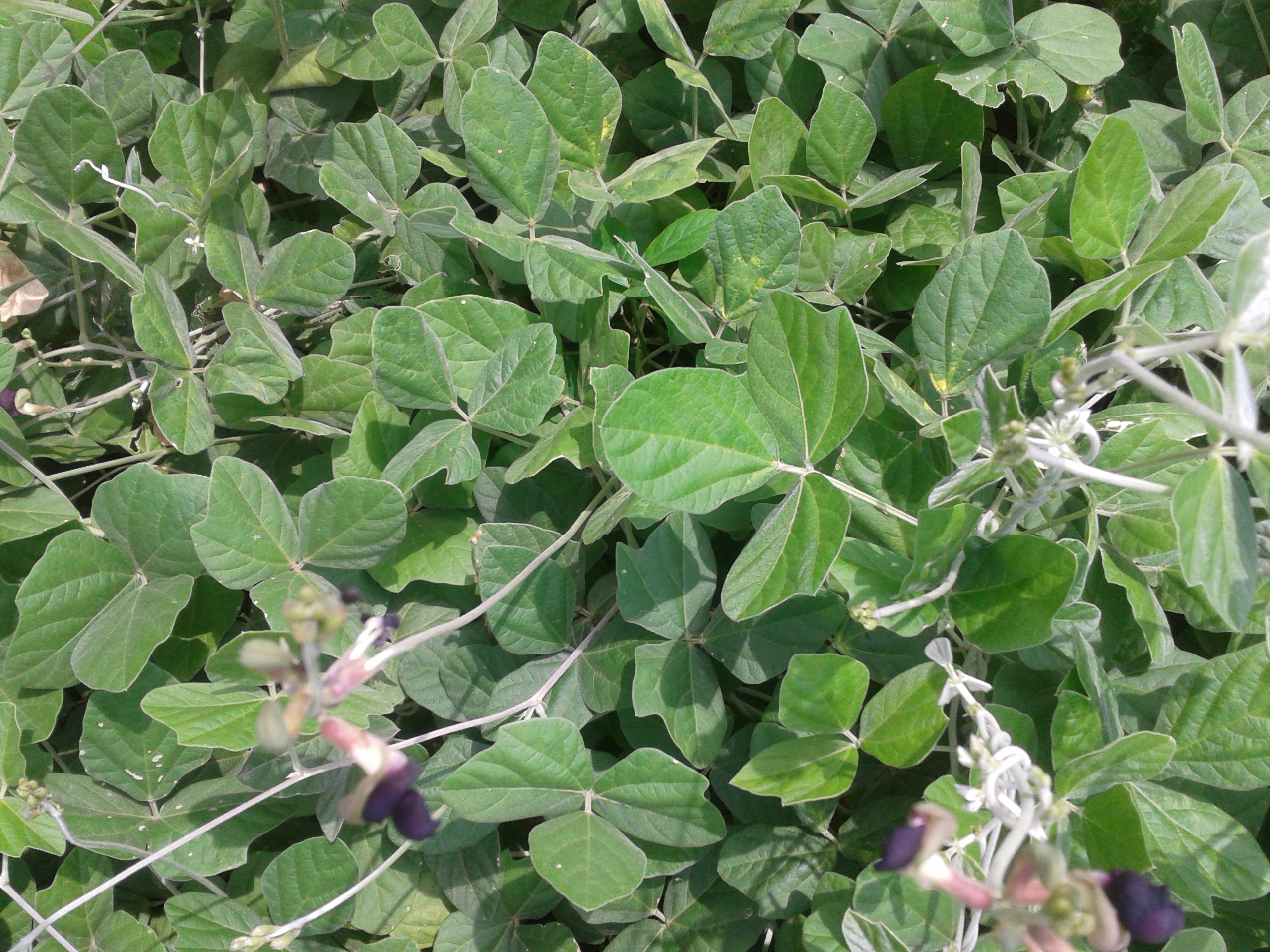
port de la plante.
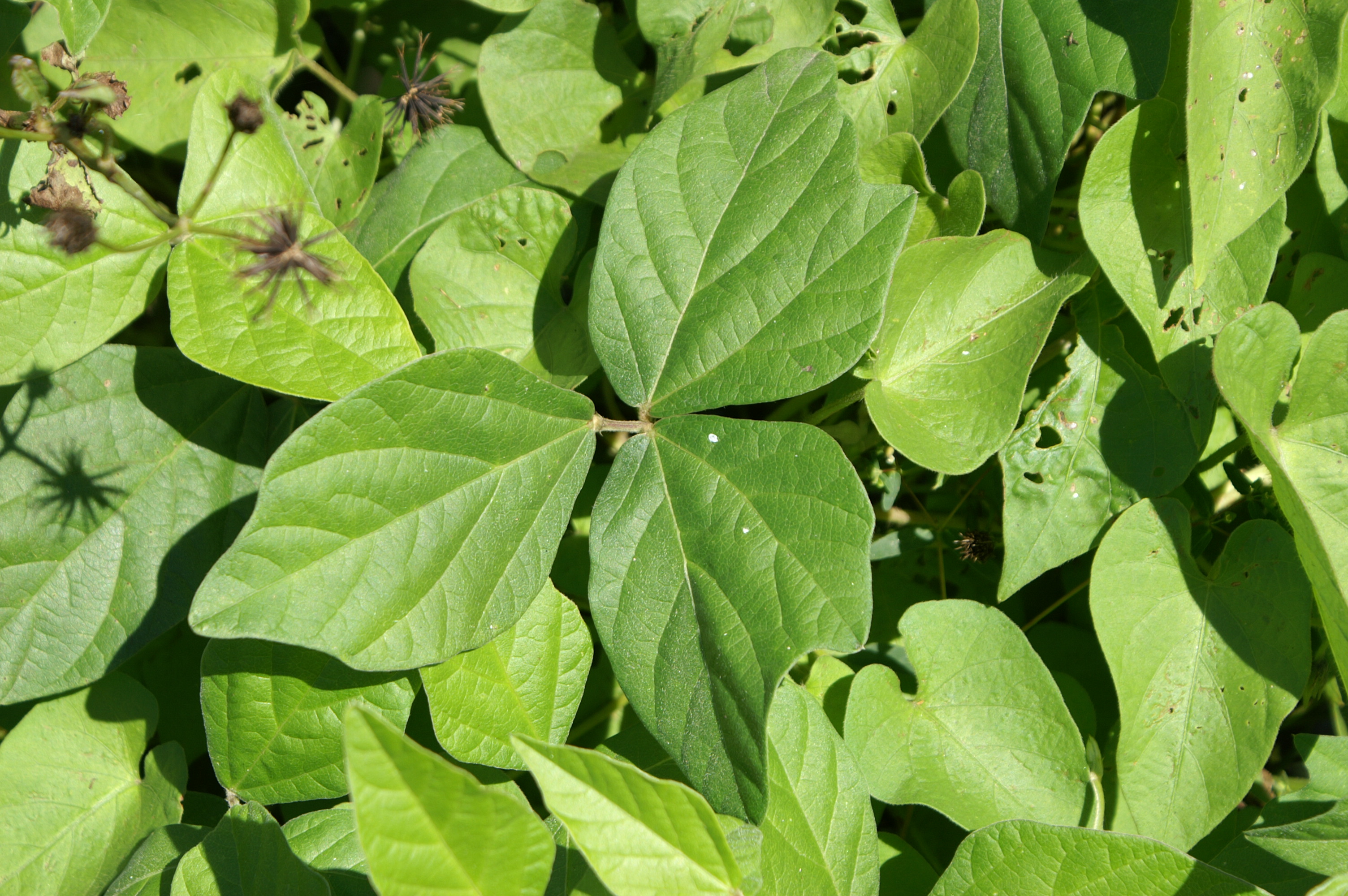
Feuillage.
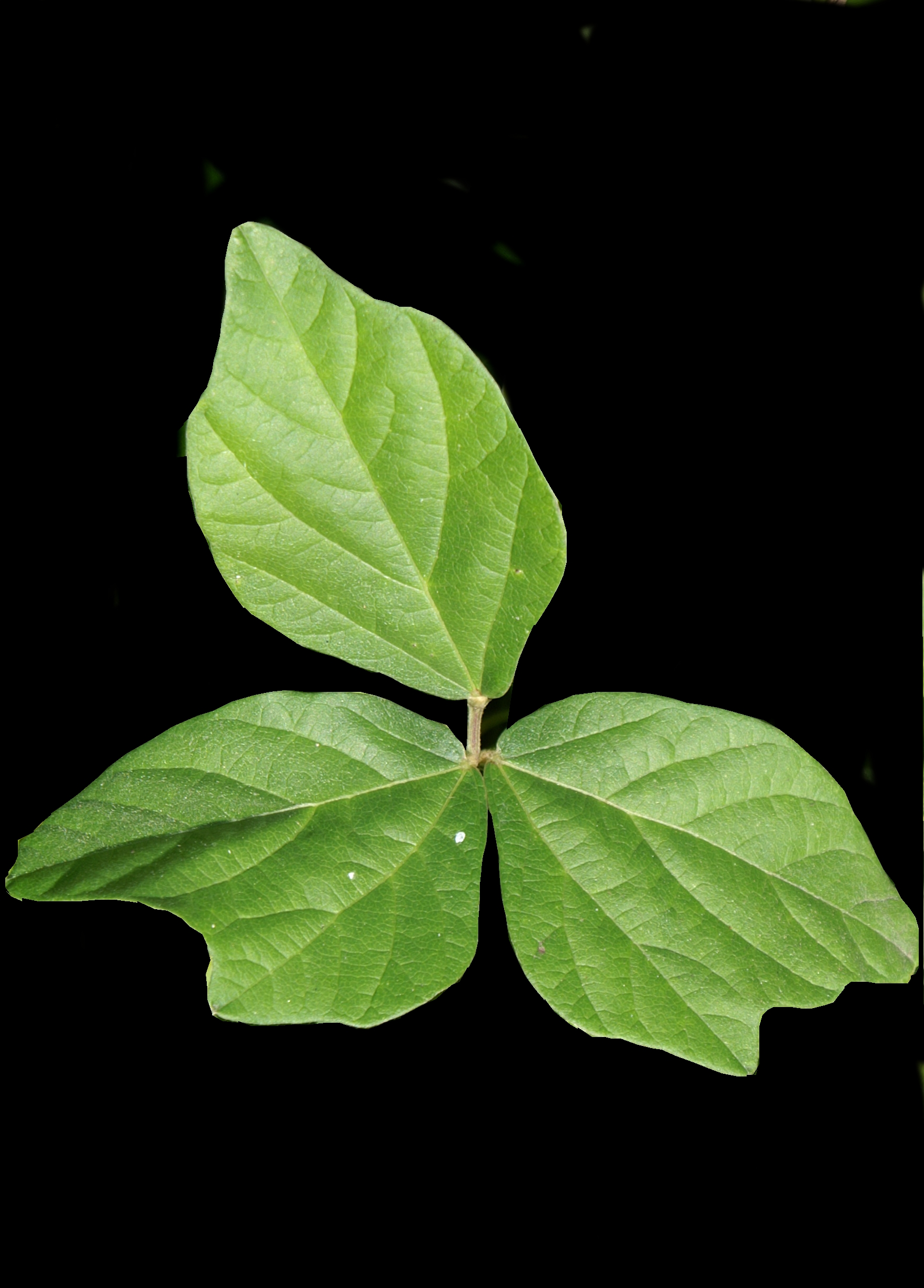
Feuille.

Les feuilles sont composées trifoliées. Le limbe des folioles, de 2 à 7 cm de long sur 1,5 à 5 cm de large, est vert foncé et finement poilu à la face supérieure, gris-vert, pubescent à la face inférieure, avec les bords finement ciliés. Les folioles latérales sont ovales à étroitement elliptiques, obtuses, généralement avec un ou deux lobes peu profonds à profonds sur le bord externe. La foliole terminale est de forme rhomboïde, avec ou sans lobe unique de chaque côté.

### Appareil reproducteur
L'inflorescence, portée par un pédoncule de 10- à 30 cm de long, est une grappe de 6 à 12 fleurs, souvent réunies par paires sur un court rachis. Le calice campanulé-tubulaire, poilu, présente un tube de 8 à 9 mm de long sur 3 mm de large. La corolle est de type papilionacé, aux ailes bien visibles de 15 à 17 mm de long, de couleur violet foncé teintée de rouge près de la base. L'étendard est plus petit que les ailes, deltoïde oboval à la base, réfléchi, jaune-vert avec une teinte violette. La carène, de couleur rose, forme une spirale complète.

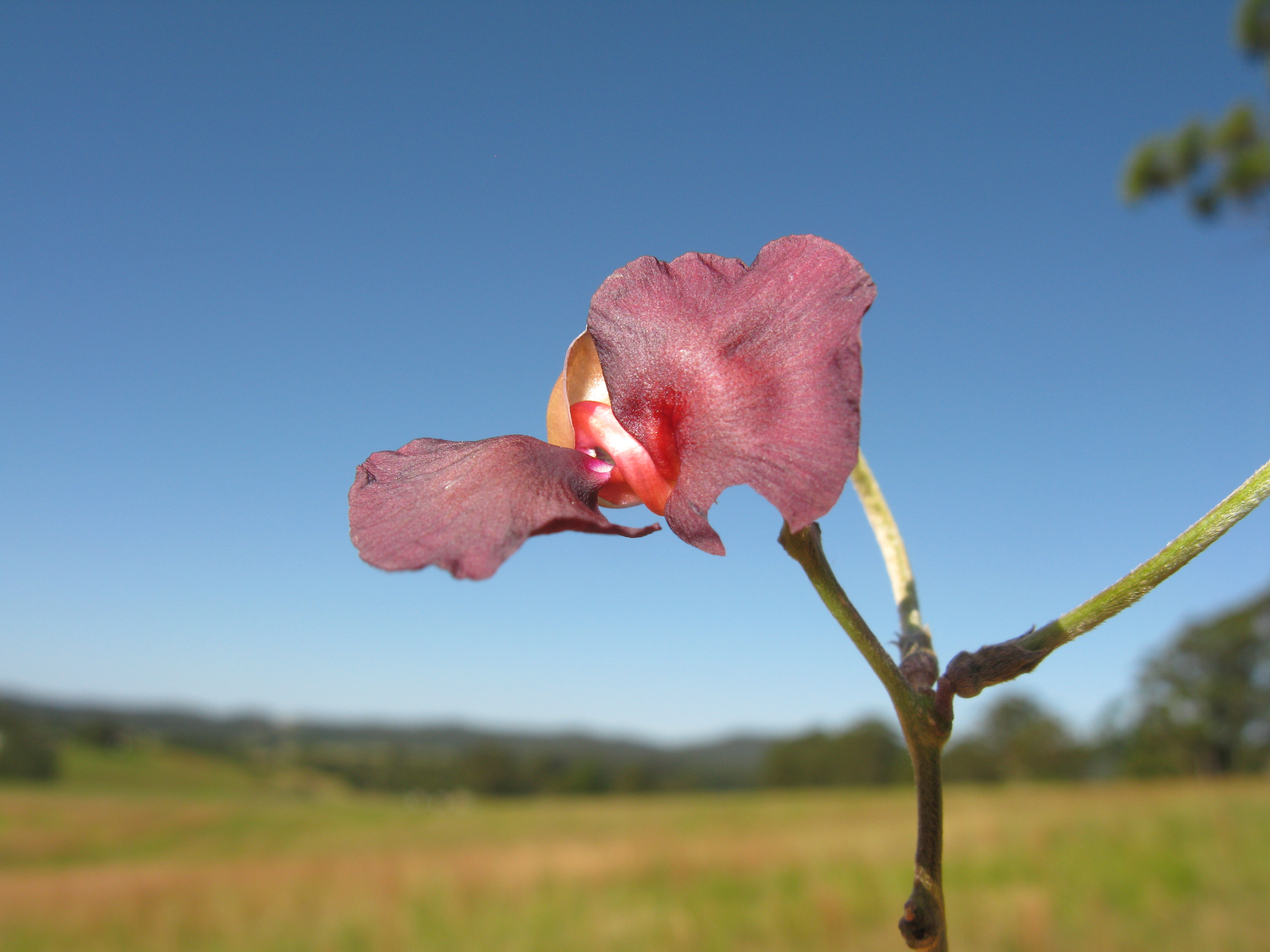
Fleur.
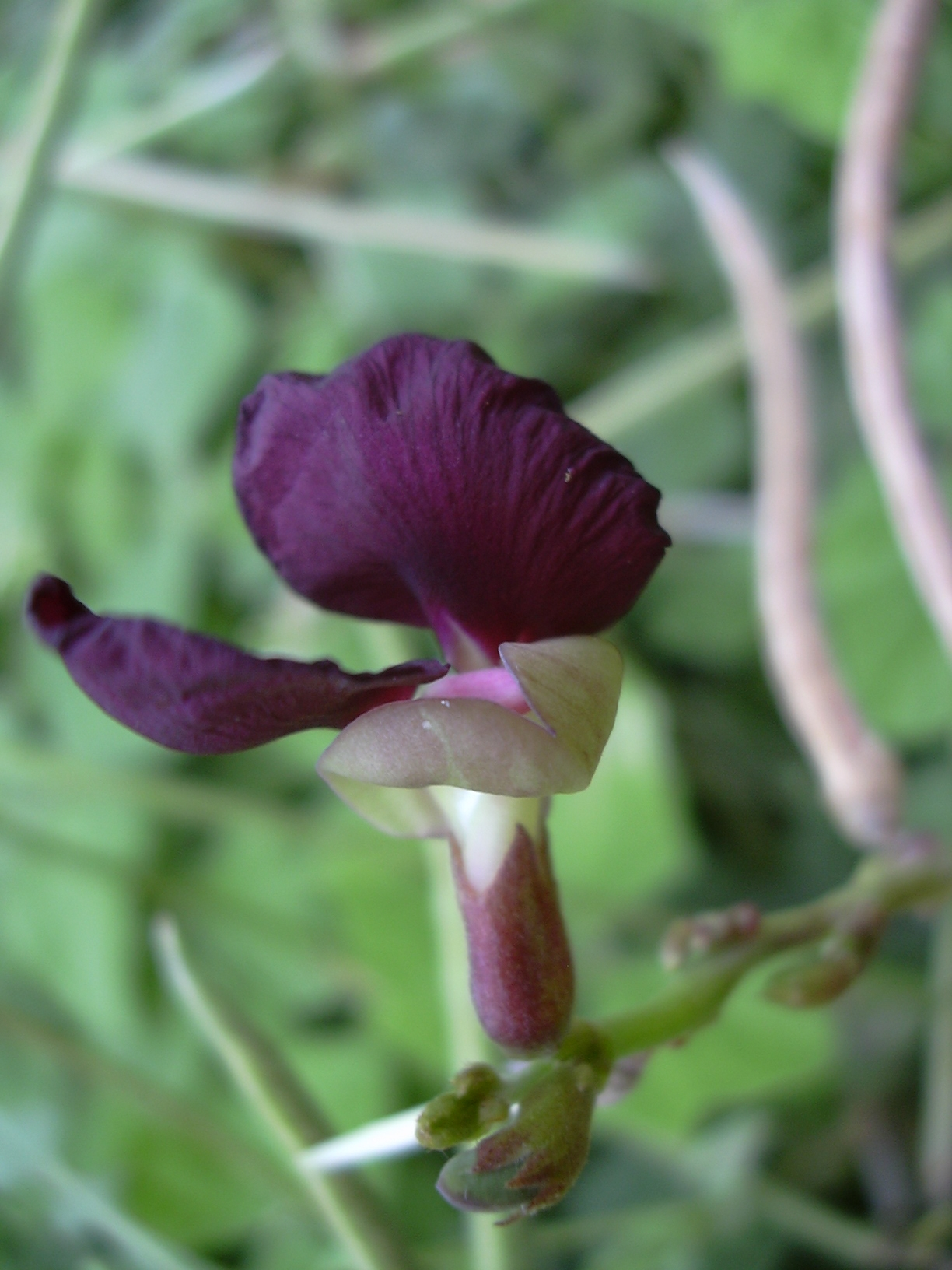
Fleur.
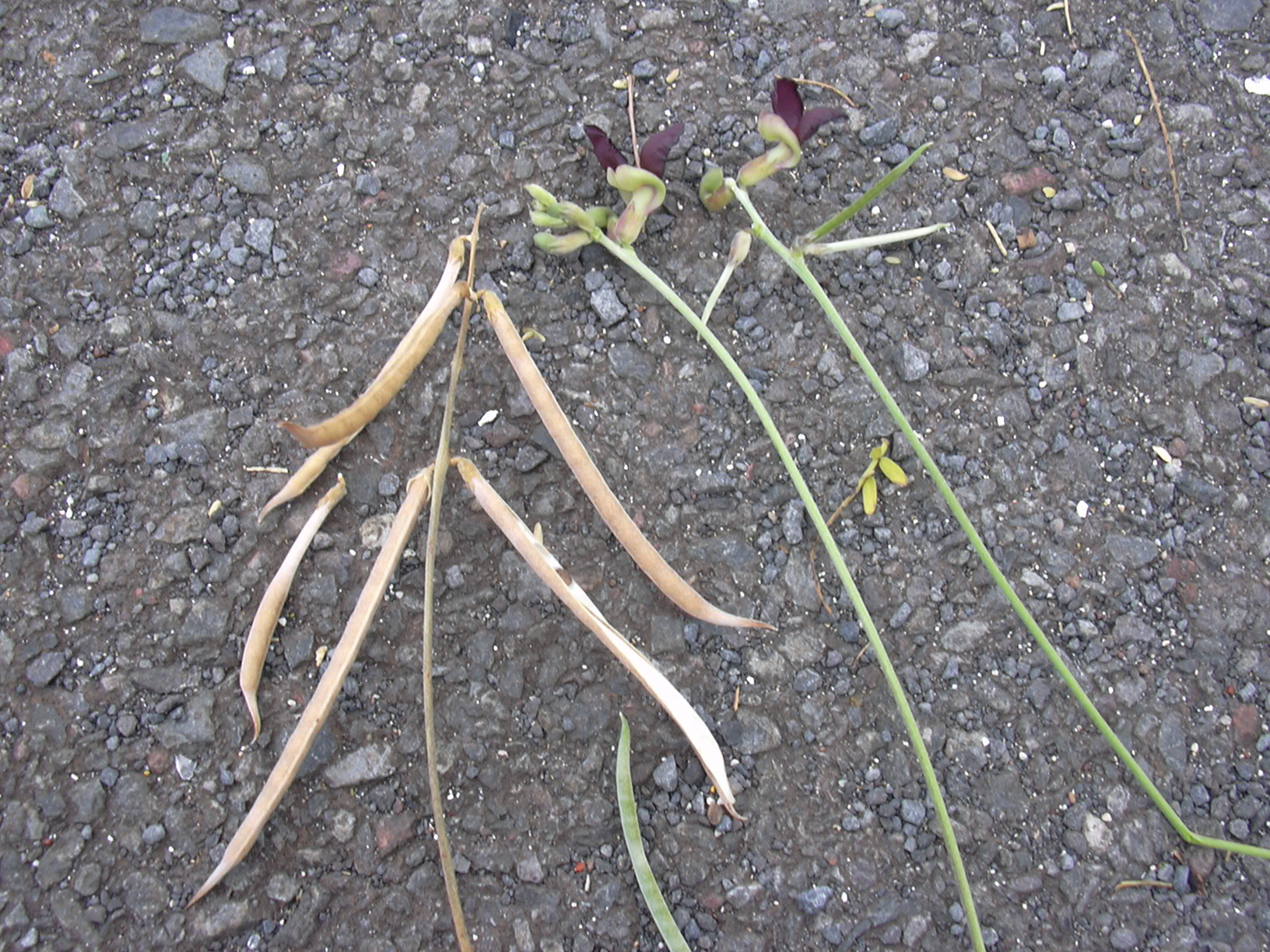
Gousses et fleurs.

Les fruits sont des gousses droites, linéaires-cylindriques, à bec acuminé, pubescentes, de 5 à 10 cm de long sur 3 à 5 mm de diamètre. Elles contiennent jusqu'à 12, voire 15, graines. A maturité, les gousses se brisent sous l'effet d'une déhiscence violente, qui peut projeter les graines à 5 m de distance. Les graines, brun clair à noires, mouchetées, ont une forme ovoïde aplatie, de 3 à 4 mm de long sur 2,5 mm de large et 2 mm d'épaisseur. On compte 75 000 graines/kg.

### Cytologie
Macroptilium atropurpureum est une espèce diploïde à 22 chromosomes (2n = 2x = 22).

## Taxinomie
L'espèce a été décrite en premier par Augustin-Pyramus de Candolle et publiée en 1825 sous le nom de Phaseolus atropurpureus dans Prodromus systematis naturalis regni vegetabilis 2: 395. Elle a été reclassée dans le genre Macroptilium par Ignaz Urban et publiée en 1928 dans Symbolae Antillanae seu Fundamenta Florae Indiae Occidentalis.

### Synonymes
Selon Plants of the World online (POWO) (11 juin 2022) :
- Dolichos rhynchosioides Desv.
- Phaseolus affinis Piper
- Phaseolus atropurpureus Torr.
- Phaseolus atropurpureus DC (basionyme[9]).
- Phaseolus atropurpureus var. canescens (M.Martens & Galeotti) Hassl.
- Phaseolus atropurpureus var. genuinus Hassl.
- Phaseolus atropurpureus f. intermedius Hassl.
- Phaseolus atropurpureus var. pseuderythroloma Hassl.
- Phaseolus atropurpureus var. sericeus A.Gray
- Phaseolus atropurpureus var. vestitus (Hook.) Hassl.
- Phaseolus canescens M.Martens & Galeotti
- Phaseolus dysophyllus Benth.
- Phaseolus schiedeanus Schltdl.
- Phaseolus semierectus var. atropurpureus (DC.) M.Gómez
- Phaseolus vestitus Hook.

### Liste des variétés
Selon Tropicos (11 juin 2022) :
- Macroptilium atropurpureum var. atropurpureum

## Distribution et habitat
L'aire de répartition originelle de Macroptilium atropurpureum s'étend dans les régions tropicales et subtropicales d'Amérique. L'espèce est présente naturellement du sud des États-Unis (Texas) et du nord du Mexique jusqu'au Brésil, au Pérou et en Bolivie, y compris l'Amérique centrale et diverses îles des Caraïbes.
L'espèce a été largement introduite dans d'autres régions tropicales du monde, notamment en Australie, en Afrique, en Asie, et dans certaines îles des Caraïbes et dans de nombreuses îles d'Océanie. Elle se rencontre désormais dans toutes les régions comprises entre les latitudes 30° N et 22° S.
Cette plante est considérée comme espèce envahissante entre autres à Hawaï, en République dominicaine, en Inde, en Australie et dans certaines îles d'Océanie, notamment aux Fidji, aux Palaos et aux Tonga.
En Australie, dans les régions où elle a été introduite, Macroptilium atropurpureum s'est naturalisée dans des sites perturbés, des friches, sur les bords de route, le long des rives des cours d'eau, dans des zones littorales, ainsi que comme mauvaise herbe dans les jardins et dans certaines cultures, comme la canne à sucre.
Elle se rencontre principalement dans les zones côtières tropicales et subtropicales à fortes précipitations, mais aussi dans des régions tempérées chaudes des zones intérieures semi-arides ou arides.

## Utilisation

### Alimentation animale
Le siratro est principalement utilisé comme plante fourragère pour constituer des pâturages permanents et de court terme, soit en culture pure, soit en mélange avec des graminées introduites ou locales. La plante peut être broutée directement par le bétail, ou récoltée pour l'affourragement en vert ou pour la production de foin. Elle s'est révélé prometteuse en tant que légumineuse fourragère semée en mélange avec du riz pluvial ou après la récolte du riz de rizière.

### Applications agronomiques
Cette plante peut aussi utile pour la conservation des sols, par exemple pour la végétalisation et la stabilisation des terrassements en déblais et en remblais routiers et ferroviaires. Elle peut servir aussi à améliorer les sols, notamment grâce à sa capacité de fixation de l'azote atmosphérique qui peut apporter annuellement de 55 à 175 kg d'azote par hectare. On l'utilise aussi comme culture de jachère en culture itinérante, ou comme culture de couverture pour lutter contre l'érosion. Le siratro est parfois utilisé comme « paillis vivant » dans les plantations de bananiers, dont il permet d'augmenter le rendement.